# Josh Joplin Group
Die Josh Joplin Group war eine aus Georgia stammende Pop-Band unter Leitung von Sänger und Songwriter Josh Joplin, die sich 2003 auflöste. 

## Karriere
Nach der Veröffentlichung von zwei unabhängigen Alben (Boxing Nostalgic und Head-Projektor) unter dem Namen Josh Joplin Band, unterschrieb die Band bei Artemis Records und veröffentlichte ihr Album Useful Music im  Jahre 2000. Produziert wurde das Album größtenteils von Shawn Mullins, das Album erhielt sehr gute Bewertungen aber hatte keinen kommerziellen Erfolg. Es beinhaltet jedoch einen recht erfolgreichen Song: Camera One. Der Song schaffte es im Jahr 2001 bis auf Platz 29 der Billboard Adult Top 40 Charts.
Im September 2002 veröffentlichte die Josh Joplin-Group ihr zweites Major-Label-Album, The Future That Was. Die musikalischen Stilrichtungen waren ebenso vielfältig und reichen von dem langsamen Klavier- und akustischem Gitarren-Pop zu optimistisch Tastatur- und E-Gitarren-Rock.
Wie sein Vorgänger, erhielt The Future That Was gute Kritiken, verkaufte sich aber schlecht. Es erschienen zwei Single-Auskopplungen, I Am Not just the Cowboy und Wonder Wheel, aber weder die eine noch die andere war erfolgreich. Das Album schaffte es auf Platz 44 der Billboard-Charts. Im Herbst 2003 trennte sich die Band, spielte jedoch noch zwei letzte  Shows in Atlanta im Dezember dieses Jahres.
Am 23. August 2005 veröffentlichte Josh Joplin sein Solo-Album Jaywalker bei Eleven Thirty Records.